# Kamidana

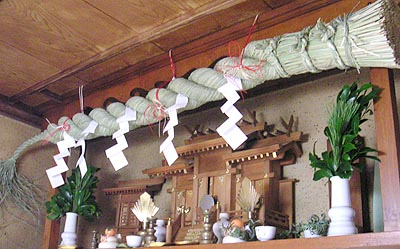
Um kamidana

Kamidana (神棚, kami-dana, literalmente "prateleira de deuses") são altares em miniatura que são utilizados para criação de santuários de kami (divindades) xintoístas. Eles são mais comumente encontrados no Japão, país de origem da adoração aos kami.

## Uso
O kamidana é normalmente colocado no alto de uma parede. Ele abriga uma grande variedade de itens relacionados com o Xintoísmo e suas cerimônias e festivais, o mais importante dos quais é o shintai, um objeto que é criado para abrigar um kami específico, dando então uma forma física ao espírito para permitir o ato de adoração. Normalmente, os Kamidana shintai são pequenos espelhos circulares, embora estes também possam ser pedras e miçangas (magatama), jóias, ou algum outro objeto com valor simbólico equivalente. O kami que acredita-se estar dentro do shintai é, muitas vezes, a divindade do santuário local ou algum que seja particular à profissão do dono da casa onde o shintai é instalado. Uma parte do kami, bunrei (分霊, processo de divisão do espírito ou o próprio espírito dividido), é obtida especificamente para cumprir essa função religiosa em  um santuário por meio de um processo chamado kanjō (勧請, propagação do kami, o processo de convite e reinserção deste em um santuário).
O culto realizado no kamidana normalmente consiste na oferta de simples orações, alimentos (por exemplo, arroz, frutas e água) e flores. Antes do momento de adoração, é ritualmente importante aos membros da família que eles lavem suas mãos. Os altares também podem ser encontrados em alguns dōjō tradicionais de artes marciais japonesas.

## Compra e cuidados como kamidana
Um kamidana para casa é, normalmente, colocado como um altar para um ofuda, um tipo de talismã. Tanto o kamidana quanto o ofuda podem ser comprados em qualquer grande templo Xintoísta. Ofudas, por si só, podem ser exibidos em um balcão ou em qualquer lugar visível, desde que sejam mantidos nas suas bolsas de proteção. Porém, quando um ofuda vem a ser consagrado em um kamidana, há várias regras que devem ser seguidas para garantir a instalação correta.
Primeiro, um kamidana não pode ser colocado no chão ou no nível do olho. Ele deve estar acima de uma pessoa comum, ou seja, acima do nível dos olhos (e da cabeça, num geral). Em segundo lugar, um kamidana não pode ser colocado em cima de uma porta, e deve ser construído em um espaço onde as pessoas não vão andar debaixo da prateleira. Finalmente, quando um ofuda está inserido em um kamidana, depois da retirada da embalagem, é costumeiro deixar uma oferenda de água, bebidas alcoólicas ou comida na frente do altar; essa oferenda deve ser renovada regularmente. Estas regras aplicam-se tanto ao uso doméstico quanto para os dojos de artes marciais.
Ofuda são substituídos sempre antes do final de cada ano. No entanto, o kamidana em si pode ser mantido até que ele já não seja mais utilizável.